# Albert Viktor clarence-i és avondale-i herceg
Albert Viktor brit királyi herceg (angolul: Prince Albert Victor of Wales, The Duke of Clarence and Avondale, The Earl of Athlone, teljes nevén Albert Victor Christian Edward; Windsor, 1864. január 8. – Sandringham House, 1892. január 14.), Clarence és Avondale hercege, Athlone grófja. Nevét több korabeli eseménnyel – úgymint a Cleveland utcai botránnyal és Hasfelmetsző Jack sorozatgyilkosságával – is összefüggésbe hozták.

## Élete

### Származása és gyermekkora
Albert Viktor brit királyi herceg 1864. január 8-án, két hónappal a kiírt szülési idő előtt jött világra a Windsori Frogmore-házban Albert Eduárd brit trónörökös és walesi herceg (1841–1910) és Alexandra dán királyi hercegnő (1844–1925) elsőszülött gyermekeként. Édesapja Viktória brit királynő legidősebb fiaként a brit trón várományosa volt, aki után Albert Viktor a második helyre került a trónöröklési sorrendben. Édesanyja a dán királyi családból származott, húgai révén rokonságba került többek között az orosz cári és a hannoveri királyi családdal is. Öt testvére született még – három leány és két fiú –, akik közül a legkisebb fiú csecsemőként hunyt el.

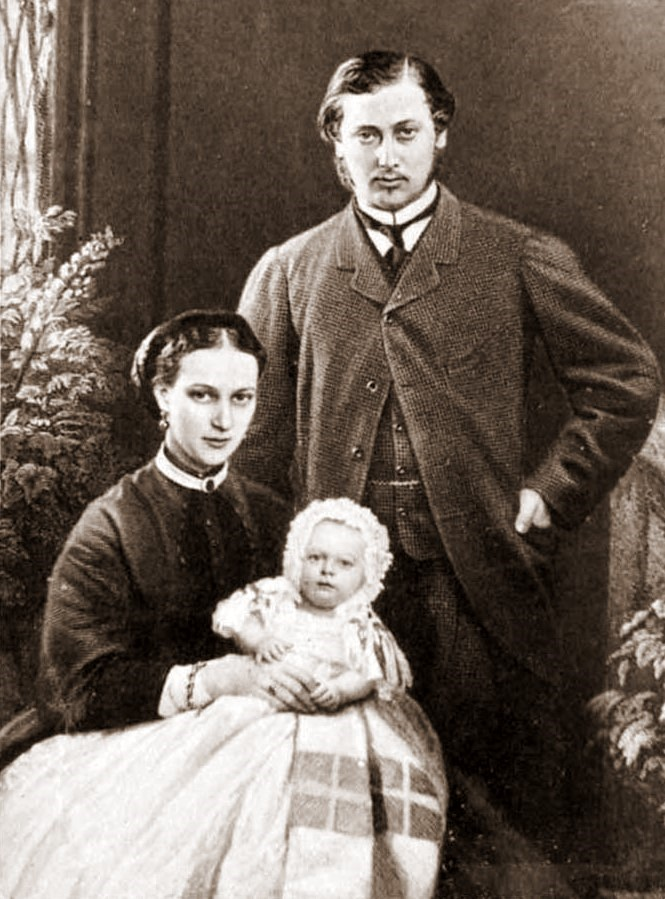
A walesi hercegi család, 1864

Albert Viktor herceget március 10-én keresztelte meg a királyi palota magánkápolnájában az anglikán egyház (az uralkodó utáni) második embere, Charles Thomas Longley canterburyi érsek. Keresztszülei között szerepelt például I. Lipót belga király, IX. Keresztély dán király, Viktória porosz trónörökösné, Alexandrina badeni hercegnő és Alfréd edinburgh-i és szász–coburg–gothai herceg. A kis herceg nevét apai nagyanyja óhajának megfelelően elhunyt nagyapja, Albert szász–coburg–gothai herceg után kapta, azonban a családon belül az „Eddy” becenévre hallgatott.
Alig tizenhét hónappal a herceg születését követően világra jött öccse, György yorki herceg. Tekintettel a két fivér közti csekély korkülönbségre, neveltetésük együtt folyt, közösen oktatták őket. 1871-ben a királynő John Neale Daltont kérte fel a hercegek tanítójának. Szigorú tanulmányi programjuk egyaránt tartalmazott akadémiai tantárgyakat, katonai gyakorlatokat és játékosabb feladatokat. A testvérek többek között édesanyjuk anyanyelvét, a dánt is elsajátították, azonban Albert Viktor viszonylag lassan haladt tanulmányaiban, és nevelője arra panaszkodott, hogy „abnormálisan aluszékony”. Környezete több okot is talált a herceg rossz előmenetelére, felhozták mentségként koraszülöttségét és édesanyjától esetlegesen örökölt részleges süketségét, illetve nevelőjét hibáztatták. A fivérék oktatásának elkülönítését többször is fontolóra vették az udvarban, azonban Dalton azt tanácsolta a gyerekek édesapjának, hogy továbbra is tanuljanak együtt, mivel György herceg ösztönzőleg hat bátyjára és munkára készteti. 1877-ben mindkét herceg a haditengerészet HMS Britannia nevű kiképzőhajójára kerültek, ám kiképzésük csak két hónapos késéssel kezdődhetett meg, mivel Albert Viktor herceg tífuszt kapott. Elkísérte a hercegeket Dalton is, aki ez idő alatt lelkészként szolgált a hajón. 1879-ben a királynő, a walesi herceg és a kormány hosszas tanácskozásának eredményeként a hercegi testvérek tengerészkadétokként hároméves világ körüli útra indultak a HMS Bacchante fedélzetén. A hercegek és Dalton végigutaztak a Brit Birodalom területén, érintve többek között a Szentföldet, Amerikát, Ausztráliát, Dél-Afrikát és a Távol-Keletet. Útközben, tizenhatodik születésnapja alkalmából Albert Viktor herceg tengerész-hadapródi fokozatot kapott. Mire visszaérkeztek, Albert Viktor herceg már betöltötte tizennyolcadik életévét.

1883-ban a két testvér oktatását véglegesen szétválasztották: a yorki herceg a haditengerészet kötelékében maradt, míg Albert Viktor herceg a cambridge-i Trinity College hallgatója lett. A továbbra is a herceggel maradó Dalton mellett James Kenneth Stephent is megbízták a trónörökös fiának oktatásával. A sokáig nőgyűlölőnek tekintett Stephen valószínűleg érzelmileg erősen kötődött tanítványához, azonban máig nem tisztázott, hogy a herceg és Stephen között fennállt-e homoszexuális kapcsolat. Albert Viktor herceg kevés érdeklődést tanúsított a tudományok irányába, vizsgái alól rendszerint felmentést kapott. 1884 augusztusában rövid időt töltött a Heidelbergi Egyetemen a német nyelv elsajátításának céljából.  Cambridge-i évei alatt az egyetemi ezred 2. zászlóaljában szolgált, így 1885-ben diplomázás után a 10. királyi huszárezred tisztjévé avatták. Aldershotban állomásozott a huszárezreddel, s az itt töltött idő jelentős része gyakorlatozással telt el, melyet a herceg nem szenvedhetett, bár a lovaspóló kedvelt sportjai közé tartozott. 1887 márciusában, vizsgái letétele után áthelyezték Hounslow-ba, emellett pedig kapitányi rangot szerzett. Ezzel együtt a nyilvánosság előtt is mind gyakrabban szerepelt, látogatást tett Írországban és Gibraltáron, megnyitotta a Hammersmith-függőhidat.

### A Cleveland utcai botrány

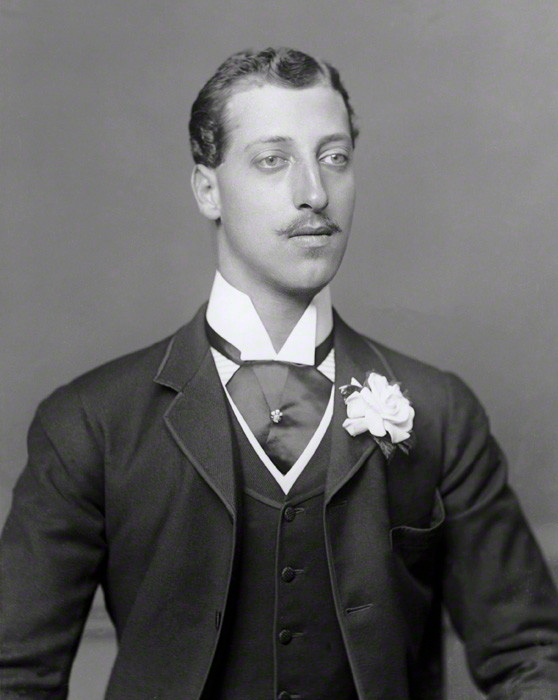
Albert Viktor walesi herceg az 1880-as évek végén

1889 júliusában a londoni városi rendőrség felszámolt egy Cleveland utcai férfi bordélyházat. Az intézmény munkatársai a kihallgatások során megnevezték klienseiket, többek között Lord Arthur Somersetet, a walesi herceg egyik főudvaroncát. A társadalom szemében a homoszexualitás és a saját nemmel létesített viszony súlyos bűnnek számított, melyért nem pusztán társadalmi kirekesztés, hanem több éves szabadságvesztés és börtönmunka is járt. Londoni előkelő körökben hamar elterjedt olyan szóbeszéd, miszerint a Cleveland utcai bordélyház ügyébe a királyi család is belekeveredett, Albert Viktor herceg révén. A prostituáltak nem emlékeztek a hercegre, s valószínű, hogy az egészet Lord Somerset ügyvédje, Arthur Newton koholta a célból, hogy elterelje a figyelmet védencéről. A nyomozásban érintett Augustus Stephenson és asszisztense, Hamilton Cuffe között váltott levelekben kódolt utalások találhatóak Newton fenyegetőzéséről a herceg belerángatásával kapcsolatban. Fia érintettségének eredményeként a brit trónörökös beavatkozott a nyomozásba: egyetlen klienset sem idéztek bíróság elé és a trónörökös fia ellen sem találtak semmilyen bizonyítékot.
Annak ellenére, hogy nem egyértelmű, tett-e látogatást akár a Clevelend utcai, akár más homoszexuális bordélyházban, a herceggel kapcsolatos álhírek meglehetősen erősen tartották magukat, olyannyira, hogy egyes életrajzírói tényként kezelik a kapcsolatát a Cleveland utcával, és azt, hogy „valószínűleg homoszexuális vagy biszexuális volt.” Más életrajzírói pontosan ennek ellenkezőjét állítják: „buzgó heteroszexuálisként” írják le, és belerángatását a homoszexuális bordély botrányába „némileg tisztességtelennek” tartják. A homoszexualitás történelmének és a Cleveland utcai eseményeknek kutatója, H. Montgomery Hyde azt írta a hercegről a botránnyal foglalkozó könyvében, hogy „nincs bizonyíték arra, hogy homoszexuális vagy akár biszexuális lett volna”. Maga Lady Waterford, az ügyben érintett Lord Somerset nővére cáfolta, hogy fivére bármit is tudott volna a walesi hercegről: „Biztos vagyok benne, hogy a fiú [heteroszexuális]… Arthur egyáltalán nem tudja, hogyan és merre tölti a fiú az idejét… hisz a fiú teljes ártatlanságában.” Somerset egy barátjának küldött levélben szintén tagadta, hogy bármi tudomása volna a herceg ügyeiről, de megemlíti, hogy hallotta a pletykákat: „Teljesen meg tudom érteni, hogy a herceget mennyire zavarta fia nevének társítása a dologgal, de az a helyzet volt, mielőtt magam otthagytam volna… mindkettőnket megvádoltak azzal, hogy arra a helyre mentünk, de nem együtt… a végén egy nyilvános bíróságon fognak kikötni, kipakolva mindazt, amiról hallgatni próbálnak. Vajon ez tényleg tény vagy csak kitaláció?” Ugyanezen levelében a lord bevallja, hogy egyszer sem említette meg a herceg nevét Probyn, Montagu és Knollys brit közéleti személyeken kívül senkinek, és nekik pedig, „ha bölcsek lettek volna, hallván, hogy én mit tudok, és ennélfogva a többiek tudnak, el kellett csendesíteniük az ügyet ahelyett, hogy a hatóságokkal egyetemben felkavarták volna, ahogy márpedig tették.”

### Az indiai út
1889 októberében a walesi herceget hét hónapos indiai körutazásra küldték – a külföldi sajtó feltételezése szerint azért, hogy elkerüljék a Cleveland utcával kapcsolatos botrány kirobbanását és időt hagyjanak a szóbeszédek leülepedésének. Az utazást azonban a család már tavasszal, a bordélyügy kipattanása előtt eltervezte. Az Athén–Port Szaíd–Kairó–Áden útvonalon a herceg 1889. november 9-én érkezett meg Bombaybe. Útja során a hyderábádi nizám és több maharadzsa is fogadta udvarában. A karácsonyt Mandalaj, a szilvesztert Kalkutta városában töltötte. A herceg többnyire vonattal közlekedett a városok között, azonban a fogadása tiszteletére rendezett ünnepségeken elefántháton is lovagolt.
A körút során a herceg megismerkedett Mrs. Margery Haddonnal, Henry Haddon mérnök feleségével. Albert Viktor halála után Mrs. Haddon a szigetországba utazott, ahol azt állította, hogy fia, Clarence Haddon édesapja a walesi herceg. A kérdést a királyi család és egy speciálisan nyomozásokkal foglalkozó rendőrségi egység is megvizsgálta, azonban semmilyen bizonyítékot nem találtak az asszony igényének alátámasztására. Albert Viktor herceg ügyvédjei egy vallomásban beismerték a rendőrségnek, hogy valóban volt kapcsolat Mrs. Haddon és herceg között, az apaságot ellenben tagadták. Az 1920-as években már maga az állítólagos fiúgyermek, Clarence Haddon lépett fel igényével, amikor megjelentetett egy könyvet az Amerikai Egyesült Államokban Nagybátyám, V. György címmel. A könyv alapján 1890 szeptemberében született a brit fővárosban, kilenc hónappal a walesi herceg és édesanyja találkozása után. 1933-ban pénzt próbált meg kierőszakolni a királytól, emiatt vád alá helyezték. A következő év januárjában a tárgyalások alatt előkerítették összes iratát, mint például a besorozási papírját, a házassági anyakönyvi kivonatát és tiszti kinevezését. A dokumentumok tanúsága szerint Haddon 1887-ben, vagy előtte született, legalább két évvel azelőtt, hogy Albert Viktor találkozott volna Mrs. Haddonnal. Haddont bűnösnek találták, azonban azzal a feltétellel nem ítélték börtönbüntetésre, hogy többé nem lép fel a walesi herceg fiaként. Ezt ő később megszegte, és egyéves szabadságvesztéssel sújtották.

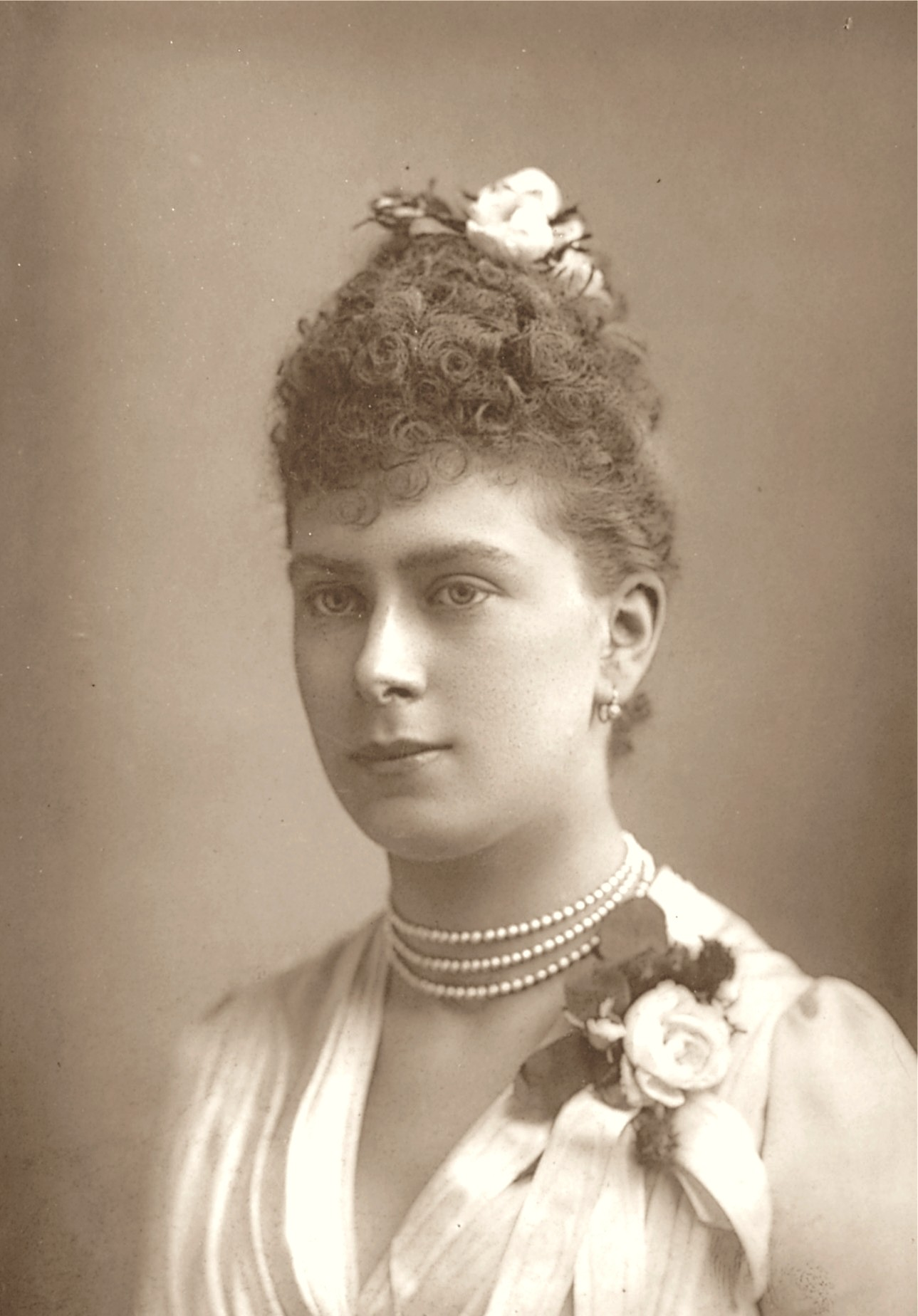
A fiatal Mária tecki hercegnő

1890. május 24-én-én az indiai utazásból való megérkezésekor a herceg megkapta Clarence és Avondale hercegének, valamint Athlone grófjának címét. A hagyományosan a királyi család fiatalabb tagjainak adományozott rangokkal a herceg egyszerre lett a brit és az angol főnemesség tagja, valódi hatalmat és pozíciót azonban egyik cím sem jelentett.

### Házassági tervei
Albert Viktor herceg mint majdani uralkodó számára fontos volt a jó házasság megkötése. Számos hercegnő neve felmerült a lehetséges menyasszonyok listáján. Az elsők között volt Alix hesseni hercegnő, a walesi herceg apai nagynénjének és a hesseni nagyhercegnek leánya, a későbbi utolsó orosz cárné. 1889-ben a hercegnő azonban visszautasította a herceg házassági ajánlatát, minthogy nem viszonozta érzelmeit.
A hesseni hercegnő után a walesi herceg érdeklődése Ilona orléans-i hercegnő felé fordult, aki iránt gyengéd érzelmeket is táplált. Viktória brit királynő ellenezte unokája választását, mivel az orléans-i hercegnő római katolikus vallású volt – az uralkodó helyette Margit porosz királyi hercegnőt ajánlotta a hercegnek, de miután Albert Viktor herceg bizonygatta komoly szerelmét választottja iránt, a királyi nagyanya visszakozott, és az orléans-i hercegnő pártját fogta. Ilona hercegnő az anglikán hitre való átkeresztelkedést, míg a herceg a trónöröklési jogáról történő lemondást is felajánlotta, hogy összeházasodhassanak. A hercegnő édesapja azonban nem tudott megbarátkozni a frigy gondolatával, sem pedig leánya kikeresztelkedésével. Ilona hercegnő személyesen felkereste a pápát, az egyházfő azonban megerősítette az orléans-i herceg határozatát, így a kapcsolatnak vége szakadt.
Az 1890-es évek közepén a herceg több orvost is felkeresett, akik panaszait lázzal vagy köszvénnyel magyarázták.  Több életrajzírója is felveti annak lehetőségét, hogy a herceg „enyhébb nemi betegségben” szenvedett, valószínűleg kankóban, azonban ezt semmilyen egyéb ismert forrás nem erősíti meg. 1891-ben a herceg feltehetően zsarolás áldozata lett: két prostituáltnak írt korábban kompromittáló leveleket. Az időpontok és a kézírások közötti eltérések alapján azonban a levelek feltehetően hamisítványok.
1891-ben a herceg egy levelében arról számol be, hogy megint szerelmes, noha nem említi meg a hölgy nevét. Ugyanebben az időben Mária tecki hercegnő személyében a harmadik feleségjelölt foglalkoztatta a brit királyi udvart. Viktória brit királynő – a tecki hercegnő a királynő elsőfokú unokatestvérének volt a gyermeke – igencsak támogatta az elképzelést, ideális választásnak tartva Mária hercegnőt. 1891. december 3-án az angliai dán nagykövet vidéki rezidenciájában a herceg eljegyzést kötött a tecki hercegnővel. Az esküvő napját 1892. február 27-re tűzték ki.

### Halála és ennek következményei

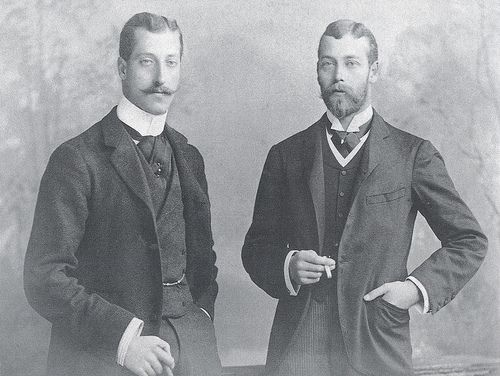
Albert Viktor walesi és öccse, György yorki herceg. A yorki hercegből később brit király lett.

Miközben a tecki hercegnővel kötendő házasságáról és ír alkirállyá való kinevezéséről folytak az egyeztetések és tárgyalások, Albert Viktor herceg megbetegedett az 1889–1892 között tomboló influenzajárványban. Betegsége jelentősen súlyosbodott, végül tüdőgyulladássá fejlődött. 1892. január 14-én a norfolki Sandringham-házban a herceg elhunyt a kór következtében. Halálos ágyánál szülein és testvérein kívül menyasszonya és a hercegnő szülei, valamint három orvos és három ápolónővér volt jelen. Halálával kapcsolatban olyan elméletek láttak napvilágot, miszerint szifilisz vagy mérgezés végzett vele, illetve hogy hamisan keltették halálhírét a trónöröklési sorból való elmozdítása érdekében, ám ezek alaptalan kitalációk.
Halála az egész nemzetet váratlanul érte. Édesapja azt írta a királynőnek, hogy „boldogan odaadta volna a saját életét az övéért.” Mária tecki hercegnő szintén az uralkodónőnek küldött levelében arról számolt be, hogy „a kétségbeesett kifejezés [Alexandra walesi hercegnéé] volt a leginkább szívfacsaró dolog, amit valaha is láttam.” A herceg édesanyja sosem feledkezett meg a fia elvesztése miatti gyászról, a herceg szobáját emlékhelyként tartotta meg. Öccse, György yorki herceg ezt írta: „mennyire mélyen szerettem őt, fájdalommal emlékszem minden egyes kemény szóra és vele való apró veszekedése, és nagyon szeretnék tőle bocsánatot kérni, de sajnos most már túl késő!” Bátyja halálát követően György herceg a trónöröklési sorrend második helyére lépett; 1910-ben V. György néven koronázták brit uralkodóvá. 1893-ban feleségül vette néhai fivére menyasszonyát.
Albert Viktor walesi herceget a windsori Szent György-kápolna közelében található Albert-emlékkápolnában temették el. Alfred Gilbert által tervezett síremléke „a legjobb példa a késő 19. századi szobrászatra a Brit-szigeteken.”

## Emlékezete
Élete során a brit sajtó mindig tisztelettel és elismeréssel kezelte Albert Viktor herceget. Henry Broadhurst politikus, aki mind Albert Viktor, mind György yorki herceggel személyesen találkozott, úgy találta, hogy „teljesen hiányzik belőlük a modorosság vagy a gőg.” William Gladstone vezető liberális politikus a herceg halála napján azt írta naplójába, hogy ez egy „nagy veszteség a pártunknak.” Viktória brit királynő azonban legidősebb leányának írott leveleiben gyakorta tett utalásokat a herceg „kicsapongó életéről”, és miután ezeket nyilvánosságra hozták a 20. század közepén, V. György brit király hivatalos életrajzírói – James Pope-Hennessy és Harold Nicolson – negatív fénybe állították Albert Viktor herceget, gyenge fizikumú, lusta és hiányosan oktatott személyként ábrázolva. Nem világos, hogy a királynő mit is értett pontosan „kicsapongó élet” alatt, azonban 1994-ben Theo Aronson „kétségtelenül közvetett” bizonyítékok alapján úgy találta, hogy a „meghatározatlan »kicsapongások« túlnyomóan homoszexuálisok voltak.” Aronson a Cleveland utcával kapcsolatos szóbeszédek mellett arra alapozta feltevését, hogy a herceg „imádta elegáns és birtokló természetű édesanyját, férfias akart lenni, rettegett a lovasjátékoktól és »édes, nemes, csendes és bájos természete« volt.” Hozzátette ugyanakkor, hogy „Eddy herceg állítólagos homoszexualitását óvatosan kell kezelni.”
1962-ben jelent meg először nyomtatásban Hasfelmetsző Jack történetének azon feldolgozása, mely a herceget is belekeveri az ügybe. Stephen Knight Jack the Ripper: The Final Solution című regénye szerint a hercegnek gyermeke született egy, a londoni Whitechapel negyedben lakó hölgytől, és emiatt vagy a herceg, vagy magas rangú tisztviselők követtek el gyilkosságokat a botlás elfedésére. Az üggyel foglalkozó szakértők azonban puszta kitalációknak minősítették mindezt, és megkérdőjelezhetetlennek tekintik a herceg ártatlanságát. 1888. szeptember 30-án például, mikor Elizabeth Stride-ot és Catherine Eddowest meggyilkolták, a herceg a királyi családdal és a személyzet számos tagjával német előkelőségek fogadásán vett részt a skóciai Balmoralban, ahonnét nem kerülhetett kapcsolatba egyik gyilkossal és esettel sem.
A herceg megítélése olyannyira megromlott, hogy 1964-ben Philip Magnus egyenesen a „gondviselés kegyes cselekedetének” nevezte halálát, mivel ezáltal az alkalmatlannak talált herceget józan és rátermett személy váltotta fel a trónörökölésben öccse személyében. 1972-ben Michael Harrison volt az első modern kori szerző, aki teljesen új megvilágításba helyezte és átértékelte a herceg életét, személyiségét. Andrew Cook az utóbbi években folytatta a herceg hírnevének visszaszerzését: azzal érvel, hogy gyenge képzettsége oktatója alkalmatlanságának következménye, hogy melegszívű és kedves ember volt, hogy semmilyen bizonyíték sem támasztja alá homoszexualitását vagy biszexualitását, s hogy a herceg liberális nézeteket vallott, főleg az írekkel kapcsolatban, valamint hogy az ő megítélését öccse felértékelésének szándékával rontották.

### Alakja a filmművészetben és az irodalomban
Az Albert Viktor herceg köré szövődött történetek – mint érintettsége a Cleveland utcai botrányban és Hasfelmetsző Jack legendájában – eredményeként alakja számos filmben felbukkant, többnyire a gyilkosságért felelős szerepkörben. Bob Clarck 1979-es, Sherlock Holmes-történeken alapuló Murder by Decree című filmjében a herceget Robin Marshall alakította. Az 1988-as Hafelmetsző Jack televíziós sorozatban Marc Culwick játszotta a herceget. Az 1997-ben bemutatott The Ripperben Samuel West kapta „Eddy herceg” szerepét – ugyancsak West alakította a kisgyermek herceget az Edward the Seventh című televíziós minisorozatban. A pokolból című 2001-es mozifilmben Mark Dexter formálta meg mind Albert Sickertet, mind Albert Viktor herceget.
Peter Dickinson angol író két olyan, alternatív történelmű világban játszódó könyvet is írt, ahol Albert Viktor herceg került a trónra I. Viktor királyként. Gary Lovisi párhuzamos univerzumban játszódó, The Adventure of the Missing Detective címet viselő Sherlock Holmes-novellájában Albert Viktor herceg zsarnoki királyként tűnik fel, aki édesapja és nagyanyja gyanús körülmények között bekövetkezett halála után lett uralkodó. David Dickinson Lord Francis Powerscourt-történeteinek első kötetében, a 2002-es Goodnight Sweet Prince címet viselő könyvben a herceg meggyilkolása ügyében folyik a nyomozás.

## Fordítás
- Ez a szócikk részben vagy egészben a Prince Albert Victor, Duke of Clarence and Avondale című angol Wikipédia-szócikk ezen változatának fordításán alapul.  Az eredeti cikk szerkesztőit annak laptörténete sorolja fel. Ez a jelzés csupán a megfogalmazás eredetét és a szerzői jogokat jelzi, nem szolgál a cikkben szereplő információk forrásmegjelöléseként.